# 往五天竺国传
《往五天竺国传》 ，新罗僧人慧超在723年至727年前往五印度诸国巡礼，先后到东印度，中印度、南印度、西印度、北印度，再经中亚各国返回长安后所作。《往五天竺国传》全书已不存，在慧琳所著《一切經音義》中有摘录。1905年伯希和在敦煌发现此书写本残卷，以低價購入並帶到巴黎。伯希和首先指出编号“伯希和3532”敦煌写本残卷就是慧琳《一切经音義》中的《慧超往五天竺国传》。后经罗振玉用《一切经音義》对照敦煌写本，证明敦煌残卷“伯希和3532”，的确是《慧超往五天竺国传》。
本书记载吠舍厘、拘尸那、摩揭陀、伽毗罗、吐蕃、建驮罗、乌长、拘卫、览波、罽賓、犯引、吐火罗、波斯（波斯帝國薩珊王朝）、大食、大拂临（東羅馬帝國）、骨咄、康国、史国、米国、安国、跋贺那、骨咄、突厥、胡密、识匿、疏勒、龟兹、于阗、安西、焉耆等四十余国。
慧超西行时已经不是玄奘西行时的和平年代，一路上他亲眼目睹了大食（阿拉伯帝国倭马亚王朝）东征、後突厥汗國扩张，印度瓦爾曼王朝、吐蕃帝國、大唐帝國相互较量的残酷战争。缩略本残卷虽然简短，但忠实记录了8世纪上半叶当时的情况，是印度和中亚史的重要史料。慧超在《往五天竺国传》中除了记载与印度佛教相关的内容，还对45个国家的情况进行了记载，涉及地理、政治、经济、社会、文化的方方面面，是中亚地区开始突厥化和伊斯兰化的目击见证，是研究8世纪中亚丝绸之路的珍贵文献。:184-189
此书有日语、德语、英语、朝鲜语等翻译本。

## 译本
- 藤田丰八 《慧超往五天竺国传笺释》
- The Hye Ch'o Diary: Memoir of the Pilgrimage to the Five Regions of India. ISBN 0895810247 (Unesco collection of representative works)
- W. Fuchs: "Huei-ch'ao's Pilgerreise durch Nordwest-Indien und Zentral-Asien um 726," Sonderausgabe aus den Sitzungsberichten der Preußischen Akademie der Wissenschaften Phil.-hist. Klasse XXX (1938)

## 外部連結
- 往五天竺国传 （页面存档备份，存于）